# Garfunkel and Oates
Garfunkel and Oates – muzyczno-kabaretowy duet tworzony przez Kate „Oates” Micucci i Riki „Garfunkel” Lindhome. Nazwa kabaretu jest nawiązaniem do dwóch amerykańskich muzyków Arta Garfunkela i Johna Oatesa.

## Historia
Pierwszy raz Riki i Kate spotkały się w teatrze Upright Citizen Brigade w Los Angeles, gdzie zaproszone zostały przez komika Douga Bensona. Ich współpraca rozpoczęła się od krótkometrażowego filmu Imaginary Larry autorstwa Riki. W 2009 roku ich piosenka Fuck You (na potrzeby telewizji zmieniona na Screw You) pojawiła się w serialu Hoży doktorzy, gdzie Kate wykonała ją razem z Samem Lloydem. Ich piosenki można było również usłyszeć w The Jay Leno Show oraz The Tonight Show with Jay Leno.
W 2011 podpisały umowę na pilotażowy odcinek ich własnego show z HBO, jednak później stacja wycofała się z pomysłu. W 2012 program pojawił się w wersji on-line na stronie internetowej HBO. W 2012 duet wystąpił w show Comedy Central The Half Hour. W 2013 stacja telewizyjna IFC zapowiedziała na 2014 premierę programu Garfunkel & Oates.

## Dyskografia
Music Songs EP, 1 stycznia 2009
1. „Pregnant Women are Smug”
2. „I Would Never (Have Sex with You)”
3. „Me, You and Steve”
4. „Fuck You”
5. „Only You”
6. „One Night Stand”
7. „Silver Lining”
8. „As You Are”

All Over Your Face, 1 lutego 2010
1. „You, Me and Steve”
2. „Weed Card”
3. „Pregnant Women are Smug”
4. „Gay Boyfriend”
5. „Fuck You”
6. „Sex With Ducks”
7. „This Party Took a Turn for the Douche”
8. „Running With Chicken”
9. „One Night Stand”
10. „Places to Rest”

Slippery When Moist, 7 lutego 2012
1. „Wow”
2. „Go Kart Racing”
3. „I Don't Know Who You Are”
4. „Handjob, Blandjob, I Don't Understand Job”
5. „Save the Rich”
6. „Hey Girl in the Moonlight”
7. „The Ex-Boyfriend Song”
8. „Silver Lining”
9. „I Would Never (Have Sex with You)”
10. „Google”
11. „I Would Never (Dissect a Ewe)”
12. „My Apartment's Very Clean Without You”
13. „Go”